# خانه جمال صداقتی
خانه جمال صداقتی مربوط به دوره پهلوی اول است و در شیراز، محله گود عربان، کوچه تریاکچی، پ۱۵ واقع شده و این اثر در تاریخ ۱۰ خرداد ۱۳۸۲ با شمارهٔ ثبت ۸۹۶۵ به‌عنوان یکی از آثار ملی ایران به ثبت رسیده است.